# Партија демократске револуције
Партија демократске револуције (шп. Partido de la Revolución Democrática) је соцлијалдемократска политичка партија која делује у Мексику. Основана је 1989. године уједињењем више мањих левичарских партија.
Чланица је Социјалистичке интернационале.
ПДР најпоузданије гласаче има углавном у јужним мексичким савезним државама, док у северним државама увек освоји до 5% гласова.
Што се тиче њеног недавног деловања, ПДР је на парламентарним изборима 2003. освојила 95 посланичких места у Заступничком дому Мексика, 2006. 127 места, а на последњим изборима 2010. године, 100 од 500.
ПДР је чланица коалиције Широки напредни фронт.